# Anna Stanisławska

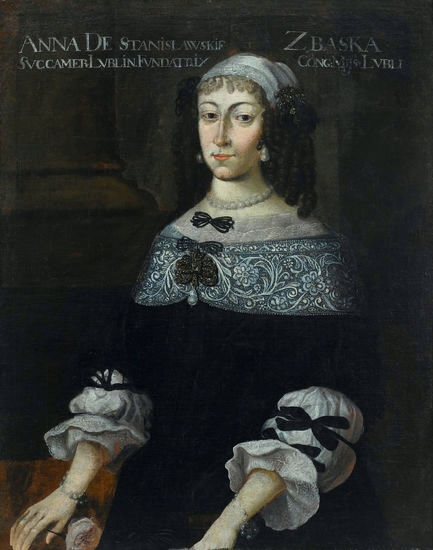
Anna Stanisławska, obraz z XVII w.

Anna Stanisławska, właśc. Anna Zbąska (ur. między 1651 a 1654, zm. między 14 października 1700 a 2 czerwca 1701) – pamiętnikarka epoki baroku i poetka uważana za pierwszą Polkę uprawiającą ten rodzaj sztuki.

## Życiorys
Pochodziła z magnackiej rodziny Stanisławskich herbu Pilawa. W roku 1668 ojciec wydał ją za mąż za Jana Warszyckiego. Mąż był majętny, lecz chory umysłowo, o skłonnościach do sadyzmu (jak dowodzi żona w swym poemacie). W rozwiązaniu małżeństwa dopomógł król Jan III Sobieski. Jej drugim mężem został wkrótce bezdzietny wdowiec Jan Zbigniew Oleśnicki. Małżeństwo było udane, lecz krótkie, ponieważ w roku 1674 mąż zmarł na cholerę. Trzecim jej mężem został w roku 1677 Jan Bogusław Zbąski, podkomorzy lubelski. Był to szczęśliwy związek, ale podczas odsieczy wiedeńskiej (1683) Zbąski został ranny, a wkrótce zmarł wskutek zakażenia krwi. Anna Zbąska dalsze życie wiodła jako wdowa.

## Twórczość
W roku 1685 napisała poemat Transakcyja abo opisanie całego życia jednej sieroty, wydany z rękopisu dopiero w XX w. przez Idę Kotową. Na utwór składa się 77 – nazwanych tak – trenów o budowie stroficznej. Jest to poetycka autobiografia. Własne życie przedstawia autorka jako pasmo nieszczęść, określając się w podtytule jako "sierota", prześladowana przez los i mężczyzn. Utwór o języku klarownym lecz kolokwialnym, w tonacji obfitej gawędy, rymowany niestarannie, jest przykładem "pisarstwa tożsamości". Transakcyja jest wyznaniem własnych udręk oraz rozpisanym na cykl trenów obrazem obyczajów. Zawiera obserwacje psychologiczne, sięgające psychopatologii życia seksualnego (mąż, który woli onanizm od współżycia z niezaspokojoną seksualnie żoną). Plastyczne portrety mężów, zwłaszcza pierwszego (sadysty), czynią z poematu przykład samorodnego psychologizmu.
Anna Stanisławska – tak zwykle, pod nazwiskiem panieńskim, określana w historii literatury – jest najwcześniejszą poetką polską, której tekst znamy. Późniejsze od niej poetki barokowe to Elżbieta Drużbacka, Antonina Niemiryczowa i Konstancja Benisławska.
- Transakcja albo opisanie całego życia jednej sieroty przez żałosne treny od tejże samej pisane roku 1685, wyd. A. Brückner "Wiersze zbieranej drużyny. Pierwsza autorka polska i jej autobiografia wierszem", Biblioteka Warszawska 1893, t. 4, s. 424-429; wyd. krytyczne (wraz z podobizną rękopisu i portretem autorki) I. Kotowa, Kraków 1935, BPP nr 85; autograf: Biblioteka Narodowa, sygn. Pol. Q. XIV. 126 zaginął.

## Listy i materiały
- Do F. Bienieckiego (klienta i przyjaciela Stanisławskich), dat. 23 maja 1699, ogł. I. Kotowa "Anna Stanisławska, pierwsza autorka polska", Pamiętniki Literackie, rocznik 31 (1934) i odb., Lwów 1935; rękopis w Museo Correr w Wenecji, sygn. PD 484 c II; podobiznę fragmentu ogł. I. Kotowa: Wstęp do wyd.: Transakcja...
- Stwierdzenie królewskie zawarcia intercyzy ślubnej między A. Stanisławską i Janem Oleśnickim, dat. w Krakowie 17 października 1699; rękopis: Ossolineum nr 658/I.